# Międzynarodowy Konkurs Fotograficzny „Kuferek"
Międzynarodowy Konkurs Fotograficzny „Kuferek" – Międzynarodowy Konkurs Fotograficzny organizowany od 2016 roku, pod patronatem Międzynarodowej Federacji Sztuki Fotograficznej FIAP, International Association of Art Photographers oraz Fotoklubu Rzeczypospolitej Polskiej Stowarzyszenia Twórców.

## Charakterystyka
Organizatorem konkursu jest Jarosławski Ośrodek Kultury i Sztuki. Uczestnicy konkursu nadsyłają 4 fotografie tematycznie nawiązujące do historii jarosławskich jarmarków oraz tradycji kupieckiej Jarosławia i świata. Dotychczas odbyło się 5 edycji konkursu (począwszy od 2016 roku). W poszczególnych edycjach konkursu uczestniczyło od kilku do kilkudziesięciu autorów z całego świata – w edycjach objętych patronatem (m.in.) FIAP.
Pokłosiem współzawodnictwa jest finałowa Gala Konkursowa w Galerii Rynek Jarosławskiego Ośrodka Kultury i Sztuki, połączona z prezentacją najlepszych fotografii oraz wręczeniem nagród – m.in. medali (złoty, srebrny, brązowy) i wyróżnień Międzynarodowej Federacji Sztuki Fotograficznej FIAP, medali (złoty, srebrny, brązowy) „Za Fotograficzną Twórczość” Fotoklubu Rzeczypospolitej Polskiej Stowarzyszenia Twórców, medali (złoty, srebrny, brązowy) International Association of Art Photographers. Kuratorem i komisarzem konkursu jest Krzysztof Peszko – polski artysta fotograf, członek Jarosławskiego Towarzystwa Fotograficznego „Atest 2000”. 
W aktualnej X edycji konkursu (2025) w pracach jury uczestniczą – Vladimir Jovanovski (Macedonia), Adriana Dowha (Ukraina), Tomasz Okoniewski (Polska).

## Historia
W latach 2016–2019 Konkurs Fotograficzny „Kuferek" był konkursem fotograficznym o zasięgu ogólnopolskim. Od 2017 konkurs objęto mecenatem Fotoklubu Rzeczypospolitej Polskiej Stowarzyszenia Twórców. Od 2020 jest salonem fotograficznym o zasięgu międzynarodowym – Międzynarodowym Konkursem Fotograficznym „Kuferek", objętym kuratelą Międzynarodowej Federacji Sztuki Fotograficznej FIAP, International Association of Art Photographers oraz Fotoklubu Rzeczypospolitej Polskiej Stowarzyszenia Twórców.